# Байрам Шабани
Байрам Расим Шабани (на албански: Bajram Shabani) е югославски партизанин и деец на НОВМ.

## Биография
Роден е в кумановското село Липково на 14 октомври 1922 година. На шестгодишна възраст става сирак. Още на 15 години се хваща да работи като земеделец, строител и ковач. През 1940 година влиза в Синдикалното движение. От началото на 1941 е член на СКМЮ, а от лятото и на ЮКП. На 12 октомври 1941 година става член на Карадачкия народоосвободителен партизански отряд. Убит е при село Белановце в битка с български военни части и полиция на 14 октомври 1941 година. На 10 октомври 1953 е обявен за народен герой на Югославия.